# Zosterops maderaspatanus
L'occhialino del Madagascar (Zosterops maderaspatanus (Linnaeus, 1766)) è un uccello della famiglia Zosteropidae.

## Distribuzione e habitat
La specie è diffusa in Madagascar e nelle isole Comore e Seychelles.

## Tassonomia
Sono state descritte le seguenti sottospecie:
- Zosterops maderaspatanus maderaspatanus (Linnaeus, 1766) - sottospecie nominale presente oltreché in Madagascar anche nelle isole Gloriose
- Zosterops maderaspatanus aldabrensis Ridgway, 1894 - endemica di Aldabra (Seychelles)
- Zosterops maderaspatanus anjouanensis Newton, E, 1877 - endemica di Anjouan (Comore)
- Zosterops maderaspatanus comorensis Shelley, 1900 - endemica di Mohéli (Comore)
- Zosterops maderaspatanus menaiensis Benson, 1969 - diffusa negli atolli di Cosmoledo e Astove (Seychelles)
- Zosterops maderaspatanus voeltzkowi Reichenow, 1905 - endemica dell'isola di Europa